# Lądowisko TDJ S.A. Klecza
Lądowisko TDJ S.A. Klecza – lądowisko śmigłowcowe w Kleczy Górnej, w gminie Wadowice, w województwie małopolskim, ok. 6 km na południowy wschód od Wadowic. Przeznaczone jest do wykonywania startów i lądowań śmigłowców zarówno w dzień jak i w nocy, o dopuszczalnej masie startowej do 5700 kg. 
Zarządzającym lądowiskiem jest firma TDJ S.A. z siedzibą w Katowicach, ul. Armii Krajowej 51. Otwarte zostało w roku 2013 i jest wpisane do ewidencji lądowisk Urzędu Lotnictwa Cywilnego pod numerem 241